# Weekend!
Weekend! är en låt av det tyska ravebandet Scooter, utgiven 2003 på albumet The Stadium Techno Experience samt som singel.
Låtens refräng ("Love in a woman's heart...") kommer ursprungligen från Earth & Fires låt med samma titel (Dock utan "!" i titeln).
1. Radio Edit
2. Extended